# 惟宗直宗
惟宗 直宗（これむね の なおむね）は、平安時代前期の貴族・明法家。氏姓は秦公のち惟宗朝臣。官位は従五位下・勘解由次官。

## 経歴
貞観19年（877年）4月1日の夜間に日食が発生する予測を陰陽寮が上奏した際、陽成天皇が各博士に廃朝の是非を問うたところ、直宗は明法博士として、『儀制令』『令義解』『公式令』の内容を勘案すると夜間の日食では廃朝を行うべきでないと解釈できる旨を述べた。同年11月に外従五位下に叙せられ、同年12月に弟の直本と共に本貫を讃岐国香川郡から平安京の左京六条に移すことを許される。
大判事に任ぜられた後、元慶6年（882年）内位の従五位下に叙せられ、翌元慶7年12月（884年1月）には直宗を含む秦氏（秦宿禰・秦忌寸・秦公）の男女19人が惟宗朝臣姓に改姓した。元慶8年（884年）勘解由次官。
仁和3年（887年）に発生した阿衡事件に際して、翌仁和4年（887年）になってから、参議・橘広相が誤った詔書を作成したことが何の罪に該当するか、明法博士・凡春宗と共に勘申を命ぜられ、流罪に相当する旨を上申している。

## 官歴
『日本三代実録』による。
- 時期不詳：正六位上
- 貞観19年（877年） 4月1日：見左少史兼明法博士。11月21日：外従五位下。12月25日：讃岐国香川郡から左京六条に移貫
- 時期不詳：兼能登権介、大判事
- 元慶6年（882年） 正月7日：従五位下（内位）、見大判事兼明法博士能登権介
- 元慶7年（883年） 12月25日：秦公から惟宗朝臣に改姓
- 元慶8年（884年） 3月9日：勘解由次官、大判事明法博士如故
- 仁和3年（887年） 2月2日：兼播磨大掾、勘解由次官兼大判事如故